# Citroën C-Crosser

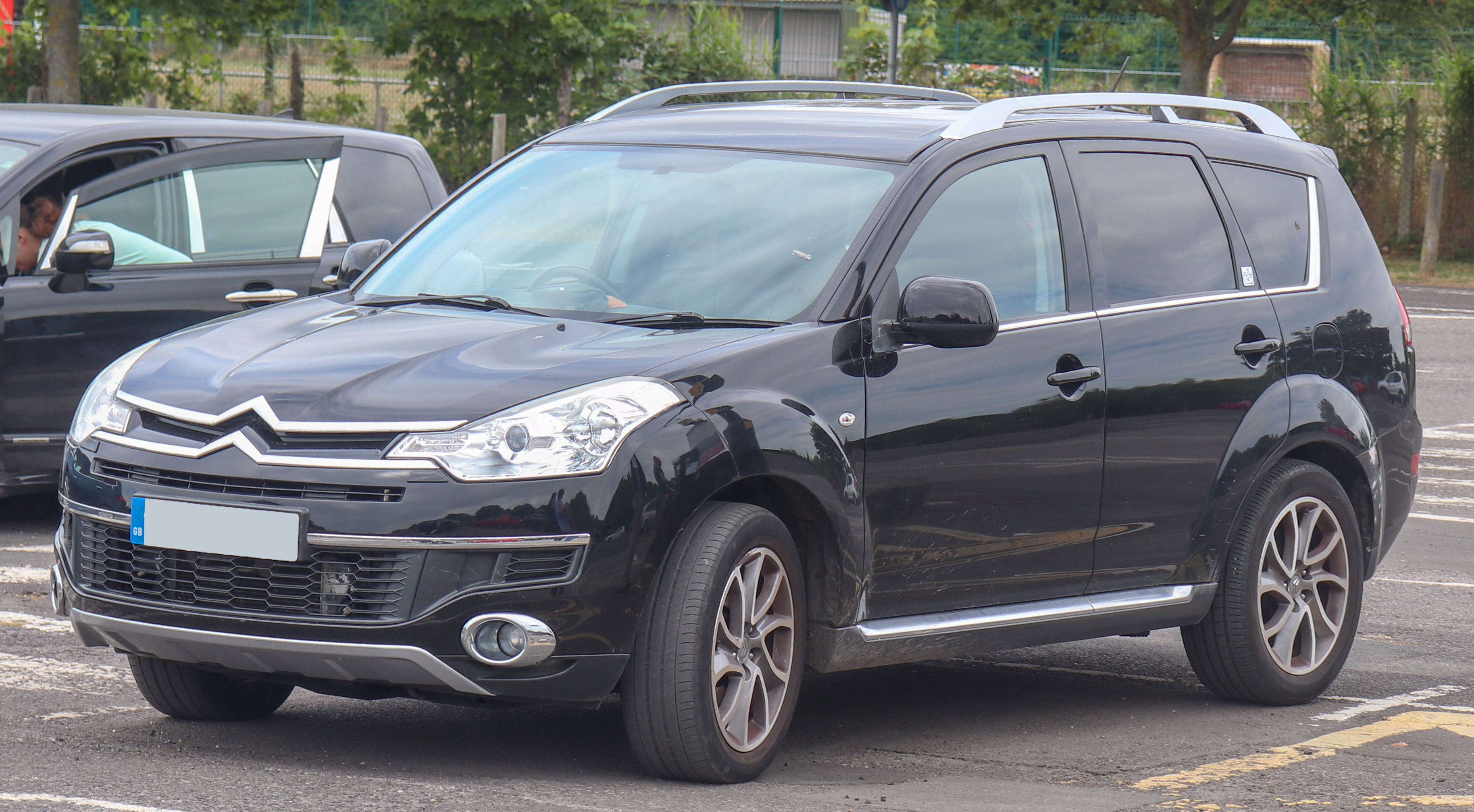
Citroen C-Crosser.

Citroën C-Crosser är en SUV som presenterades 2007. Den är baserad på Mitsubishi Outlander, liksom koncernkollegan Peugeots 4007-modell. Skillnaderna modellerna emellan är främst av kosmetisk natur, men Citroënderivatet har sju sittplatser medan Mitsubishivarianten har fem som standard. C-Crosser kom till Sverige hösten 2007 och erbjöds till en början endast med 2,2 liters turbodiesel på 160 hk och 380 nm. I mars 2012 upphörde produktionen av modellen.